# Рок-Спрінгс (Вісконсин)
Рок-Спрінгс (англ. Rock Springs) — селище (англ. village) в США, в окрузі Сок штату Вісконсин. Населення — 327 осіб (2020).

## Географія
Рок-Спрінгс розташований за координатами 43°28′43″ пн. ш. 89°55′38″ зх. д. / 43.47861° пн. ш. 89.92722° зх. д. (43.478749, -89.927125).  За даними Бюро перепису населення США в 2010 році селище мало площу 3,51 км², з яких 3,42 км² — суходіл та 0,09 км² — водойми.

## Демографія
Згідно з переписом 2010 року, у селищі мешкали 362 особи в 137 домогосподарствах у складі 99 родин. Густота населення становила 103 особи/км².  Було 150 помешкань (43/км²).
Расовий склад населення:
| - 96,4 % — білих - 1,1 % — корінних американців |

До двох чи більше рас належало 2,5 %. Частка іспаномовних становила 0,8 % від усіх жителів.
За віковим діапазоном населення розподілялося таким чином: 26,5 % — особи молодші 18 років, 61,9 % — особи у віці 18—64 років, 11,6 % — особи у віці 65 років та старші. Медіана віку мешканця становила 37,2 року. На 100 осіб жіночої статі у селищі припадало 96,7 чоловіків;  на 100 жінок у віці від 18 років та старших — 98,5 чоловіків також старших 18 років.
Середній дохід на одне домашнє господарство  становив 56 217 доларів США (медіана — 46 458), а середній дохід на одну сім'ю — 61 385 доларів (медіана — 53 750). Медіана доходів становила 38 333 долари для чоловіків та 29 167 доларів для жінок. За межею бідності перебувало 20,7 % осіб, у тому числі 32,2 % дітей у віці до 18 років та 0,0 % осіб у віці 65 років та старших.
Цивільне працевлаштоване населення становило 204 особи. Основні галузі зайнятості: виробництво — 24,0 %, освіта, охорона здоров'я та соціальна допомога — 19,1 %, роздрібна торгівля — 14,7 %, будівництво — 13,2 %.